# Veselynovský rajón
Veselynovský rajón (ukrajinsky Веселинівський район) byl rajón v Mykolajivské oblasti na Ukrajině. Hlavním městem bylo Veselynove a rajón měl přibližně 23 tisíc obyvatel. 

## Sídla v rajónu
- Veselynove
- Tokarivka